# Orgyia flavolimbata
Orgyia flavolimbata är en fjärilsart som beskrevs av Otto Staudinger 1881. Orgyia flavolimbata ingår i släktet fjädertofsspinnare, och familjen tofsspinnare. Inga underarter finns listade i Catalogue of Life.